# Ligne de tramway 51 (SNCV Groupe de Liège)
La ligne 51 est une ancienne ligne du tramway vicinal de Liège de la Société nationale des chemins de fer vicinaux (SNCV) qui reliait Liège à Vottem.

## Histoire
1903 : mise en service en traction électrique entre Liège Cardan et Vottem Vert Vinâve, section Liège Cardan - Liège Saint-Walbruge/Jean de Wilde commune avec ligne Liège - Rocourt (voir ligne 50 Liège - Rocourt); capital 87.
1907 : prolongement vers la place Saint-Lambert.
1910 : attribution de l'indice 45.
vers 1920 : attribution de l'indice V.
1931 : attribution de l'indice 51; service partiel sous l'indice 52 entre la place Saint-Lambert et la place Jean de Wilde à Liège, ce service partiel est commun avec la ligne 50 (voir ligne 50 Liège - Rocourt).
13 décembre 1954 : suppression, remplacement par une ligne d'autobus sous l'indice 71,.

## Exploitation

### Horaires
Tableaux : 467 (1931), numéro de tableau partagé entre les lignes 467/1, 467/2, 50 et 51.
- 609 en 1950 et 610 pour le service partiel 52[4].